# Parisades (príncep)
Parisades o Perisades (grec antic: Παιπιρισάδης o Παρισάδης, llatí: Paerisades) va ser un príncep del Bòsfor Cimmeri.
Era fill de Sàtir II i net de Parisades I. Segons Diodor de Sicília, va ser l'únic dels fills de Sàtir que es va poder escapar dels plans del seu oncle Eumel del Bòsfor per conquerir el regne, i es va poder refugiar a la cort d'Agaros, rei dels escites, l'any 308 aC.